# Formule de Liouville
 (décembre 2016).
Si vous disposez d'ouvrages ou d'articles de référence ou si vous connaissez des sites web de qualité traitant du thème abordé ici, merci de compléter l'article en donnant les références utiles à sa vérifiabilité et en les liant à la section « Notes et références ».
En mathématique, la formule de Liouville (parfois appelée théorème de Liouville ou bien formule/théorème de Jacobi-Liouvilleou encore identité d'Abel) donne l'expression du wronskien d'un système d'équations différentielles linéaires du premier ordre {\displaystyle Y'=AY}, c'est-à-dire le déterminant d'une famille de solutions.
La formule est nommée d'après le mathématicien français Joseph Liouville.

## Énoncé du théorème
Soit {\displaystyle I} un intervalle réel  et {\displaystyle t\longmapsto A(t)\ \in M_{n}(\mathbb {R} )} une fonction de {\displaystyle I} vers les matrices carrées de dimension n. On considère le système d'équations différentielles homogènes du premier ordre
{\displaystyle Y'(t)=A(t)\cdot Y(t),\qquad \forall \ t\in I\qquad (1)}
où l'inconnue est une fonction {\displaystyle t\longmapsto Y(t)\ \in \mathbb {R} ^{n}} de {\displaystyle I} à valeurs vectorielles. Si l'on a n solutions  {\displaystyle {\bigl (}Y_{1},\cdots ,Y_{n}{\bigr )}} de (1), on peut considérer la « solution matricielle » Φ dont la {\displaystyle i}-ème colonne est {\displaystyle Y_{i}} pour {\displaystyle i=1,\cdots ,n}. Elle satisfait naturellement la même équation
{\displaystyle \Phi '(t)=A(t)\cdot \Phi (t),\qquad \forall \ t\in I\qquad (2)}
Le wronskien est le déterminant de cette matrice, c.-à-d. {\displaystyle W(t):=\det \Phi (t)}.
Si la trace {\displaystyle \mathrm {tr} (A)} est une fonction continue de t alors
{\displaystyle W(t)=W(t_{0})\,\exp {\biggl (}\int _{t_{0}}^{t}\mathrm {tr} \,A(s)\,{\textrm {d}}s{\biggr )},\qquad \forall \ t,t_{0}\in I\qquad (3)}
De manière équivalente, si l'on introduit l'application résolvante {\displaystyle R(t,t_{0})\in M_{n}(\mathbb {R} )} qui envoie la valeur d'une solution au temps t0 à sa valeur au temps t, c.-à-d. {\displaystyle Y(t)=R(t,t_{0})\cdot Y(t_{0}),\ \forall \ Y} solution de (1), on obtient
{\displaystyle \det R(t,t_{0})=\exp {\biggl (}\int _{t_{0}}^{t}\mathrm {tr} \,A(s)\,{\textrm {d}}s{\biggr )},\qquad \forall \ t,t_{0}\in I}

## Applications
Lorsqu'on a déjà n – 1 solutions linéairement indépendantes de (1), on peut utiliser le wronskien pour déterminer une n-ième solution linéairement indépendante des n – 1 premières.